# Deus É Mulher
Deus É Mulher é o 33º álbum de estúdio da cantora e compositora Elza Soares, lançado em 18 de maio de 2018. O primeiro single do álbum foi "Banho", lançado em 20 de abril de 2018. O segundo single do álbum foi "Deus Há de Ser", lançado em 3 de maio de 2018.
O repertório do álbum consiste em 11 canções selecionadas entre 60 que o produtor Guilherme Kastrup havia mostrado a Elza - originalmente, ele queria que o disco saísse com apenas dez, enquanto ela pedia 12. O disco foi gravado ao longo de algumas semanas.
O álbum foi eleito o 2º melhor disco brasileiro de 2018 pela revista Rolling Stone Brasil e um dos 25 melhores álbuns brasileiros do primeiro semestre de 2018 pela Associação Paulista de Críticos de Arte.
A canção "Hienas na TV" faz parte da trilha de abertura da série brasileira Bandidos na TV, com direitos da Netflix.

## Lista de faixas
| N.º            | Título                                    | Compositor(es)                 | Duração |  |
| 1.             | "O Que Se Cala"                           | Douglas Germano                | 3:50    |  |
| 2.             | "Exu nas Escolas" (participação de Edgar) | Edgar e Kiko Dinucci           | 3:45    |  |
| 3.             | "Banho" (participação Ilu Obá de Min)     | Tulipa Ruiz                    | 3:28    |  |
| 4.             | "Eu Quero Comer Você"                     | Romulo Fróes e Alice Coutinho  | 4:29    |  |
| 5.             | "Língua Solta"                            | Rômulo Fróes e Alice Coutinho  | 5:27    |  |
| 6.             | "Hienas na TV"                            | Kiko Dinucci e Clima           | 3:51    |  |
| 7.             | "Clareza"                                 | Rodrigo Campos                 | 4:07    |  |
| 8.             | "Um Olho Aberto"                          | Mariá Portugal                 | 3:38    |  |
| 9.             | "Credo"                                   | Douglas Germano                | 3:08    |  |
| 10.            | "Dentro de Cada Um"                       | Luciano Mello e Pedro Loureiro | 3:58    |  |
| 11.            | "Deus Há de Ser"                          | Pedro Luís                     | 3:17    |  |
| Duração total: | Duração total:                            | Duração total:                 | 43:01   |  |